# Numba
Numba est un village du Cameroun situé dans le département du Manyu et au nord de la région du Sud-Ouest, à la limite avec celle du Nord-Ouest. Il fait partie de l'arrondissement d'Upper Bayang et du canton de Kendem.

## Population
401 habitants y ont été dénombrés en 1953, 489 en 1967, principalement du clan Betieku.
Lors du recensement de 2005, Numba comptait 1 384 habitants.
On y parle le bitieku (ou mekenti), un dialecte du denya. 